# كرسول ملازم
كرسول ملازم (الاسم العلمي:Crassula connata) هو نوع من النباتات يتبع جنس الكرسول من الفصيلة الكرسولية.